# Nauvoo (Illinois)
Nauvoo ist eine Stadt im  Hancock County im Westen des US-amerikanischen Bundesstaates Illinois am Ostufer des Mississippi River, der die Grenze nach Iowa bildet. Das U.S. Census Bureau hat bei der Volkszählung 2020 eine Einwohnerzahl von 950 ermittelt.

## Siedlungsgeschichte
Die Gegend wird schon seit 12.000 Jahren von unterschiedlichen Stämmen der amerikanischen Ureinwohner besiedelt. Im 18. Jahrhundert waren die Stämme der Sauk und der Fox gezwungen, ihre Wohngebiete im heutigen Staat New York zu verlassen und hierher umzusiedeln, wobei sie den Illinois-Indianern, die vorher hier lebten, das Land streitig machten.
Im Vertrag mit Frankreich von 1804 nahmen die USA das gesamte Land bis zum Mississippi in Besitz und errichteten Handelsstationen, so auch im heutigen Nauvoo. Auch im weiteren Verlauf der Geschichte war das Gebiet immer wieder zwischen Indianern und weißen Siedlern umstritten. Nach 1832 wurden sämtliche Ureinwohner zwangsweise von dort in Reservate westlich des Mississippi umgesiedelt (siehe Pfad der Tränen).
Neben vielen anderen siedelten auch Deutsche im Gebiet des heutigen Nauvoo, und noch heute kann man an manchen Häusern deutschsprachige Inschriften lesen. Eine davon, am Joseph Cooledge Home, stammt von einem gewissen Georg Kaufmann und lautet: Dies Haus ist Mein, und doch nicht Mein. Wer nach Mir Commt, wirds auch so sein. Ich bin hier gewesen. Wer das wird lessen der ist auch hier gewesen.

## Stadt der Mormonen

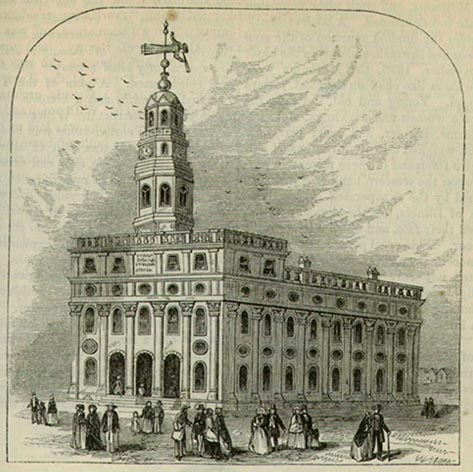
Der ursprünglich errichtete Nauvoo-Tempel

Anfang des Jahres 1839 kauften die Mormonen, die wegen der Verfolgungen ihrer Religionsgemeinschaft nach der Missouri Executive Order 44 aus Missouri flohen, Teile des Gebiets und begannen sich dort niederzulassen. Ihr Prophet Joseph Smith, der in Missouri im Gefängnis saß, folgte später nach. Der Ort hieß ursprünglich Commerce, bevor Smith der Siedlung den Namen Nauvoo gab, was phonetisch einem hebräischen Wort für schöner Ort nahekommt. Die Bezeichnung stammt aus Jesaja 52,7.
Bedeutende Teile der umstrittensten mormonischen Lehren, wie etwa die Lehre von der Ungeschaffenheit der Intelligenz, von der Mehrzahl der Götter (Plurality of Gods), vom Ewigen Fortschritt (Eternal Progress, Exaltation), die Vielehe, die Totentaufe, und die anderen Tempelrituale, erlangten ihre endgültige Form erst in Nauvoo.
Doch die Verfolgung ging auch hier weiter, Joseph Smith wurde 1844 im Gefängnis der Nachbarstadt Carthage ermordet, und 1845 beschlossen die Mormonen unter ihrem neuen Führer Brigham Young, weiter nach Westen zu ziehen und die Vereinigten Staaten, die damals am Mississippi endeten, ganz zu verlassen (siehe Mormon Trail und Salt Lake City).
Die Stadt war von 1840 bis 1845 Hauptsitz der Kirche. Hier wurde auch der zweite Tempel der Kirche errichtet. Der Nauvoo-Tempel wurde 1848, nach dem Abzug der Kirchenmitglieder, durch einen Brandstifter schwer beschädigt und später durch einen Tornado zerstört und die Steine zur Errichtung anderer Gebäude in Nauvoo benutzt. Zur Jahrtausendwende wurde der Tempel wiedererrichtet und am 27. Juni 2002 neu geweiht.

## Der Ort als Ikarien

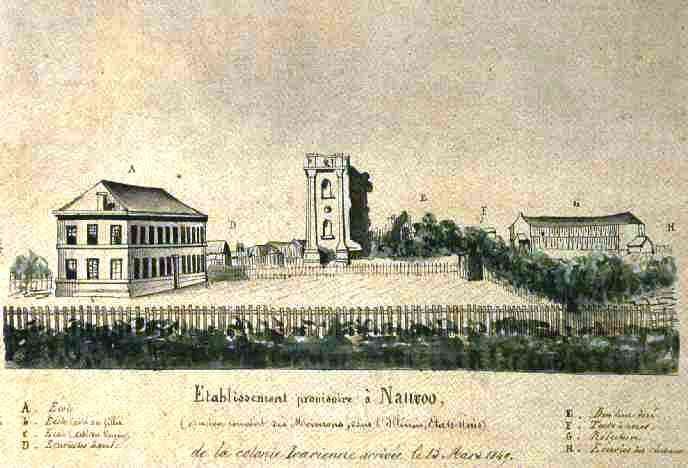
Ansicht von Nauvoo („Ikarien“) nach 1849 mit dem zerstörten Tempel

Von den Mormonen erwarb eine Gruppe französischer Siedler um den Frühsozialisten Étienne Cabet die Siedlung, um dort eine kommunistische Idealsiedlung zu gründen. In den ersten etwa sieben Jahren schien das Experiment zu gelingen. Zu dieser Zeit hatte der nun Ikarien genannte Ort maximal 500 Einwohner und verfügte über einen Kindergarten, eine Krankenstation sowie eine Wäscherei, eine Apotheke und anderes. Eine Sonntagsuniversität, die sich kulturellen sowie naturwissenschaftlichen Themen widmete, ermöglichte ein kulturelles Leben in der Kolonie. Sie scheiterte nach einigen Jahren an inneren Streitigkeiten und finanziellen Problemen.

## Nauvoo heute

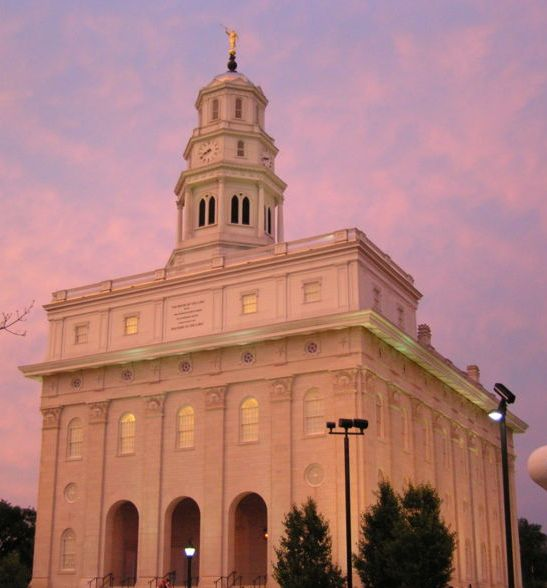
Der neu errichtete Nauvoo-Tempel

Auch heute besitzen die Kirche Jesu Christi der Heiligen der Letzten Tage und die Gemeinschaft Christi noch einige historische Plätze und Gebäude in Nauvoo, nicht zuletzt die Häuser, in denen Joseph Smith und Brigham Young wohnten. Die heutigen Einwohner sind indes größtenteils Katholiken, obwohl sich der Mormonenanteil seit dem Beginn des Tempelneuaufbaus wieder erhöht.
Wichtige Produkte des Ortes waren in jüngerer Zeit Wein und Käse. Einer der wichtigsten Arbeitgeber war jahrzehntelang die Nauvoo Blue Cheese Factory, die einen landesweit bekannten Blauschimmelkäse produzierte. Im Jahre 2003 wurde diese Fabrik indes geschlossen.

## Söhne und Töchter
- Ina Coolbrith (1841–1928), Dichterin